# Discomyza similis
Discomyza similis är en tvåvingeart som beskrevs av Lamb 1912. Discomyza similis ingår i släktet Discomyza och familjen vattenflugor. Inga underarter finns listade i Catalogue of Life.